# بروتيزولام
بروتيزولام (بالإنجليزية: Brotizolam)‏ ويعرف بالأسماء التجارية ليندورمين (بالإنجليزية: Lendormin)‏ وهو عقار طويل المفعول يستخدم لعلاج القلق، مضاد، منوم، مهدئ و يساعد علي ارتخاء العضلات خصائص.

## الاستخدامات الطبية
بروتيزولام هو البنزوديازيبين قصير المفعول ويستخدم أحيانًا في المرضى الذين يجدون صعوبة في الحفاظ على النوم أو في النوم، في حالة الأرق المزمن، على أساس عرضي.
تشمل الاستخدامات الطبية الأساسية لألبرازولام ما يلي:
- اضطراب الهلع (الخوف الشديد)
- اضطراب عصابي
- اضطراب القلق (مرض نفسي)
- رهاب الخلاء
- اضطراب القلق العام
- أرق (صعوبة في النوم)
- تعاطي المخدرات (إدمان)
- اضطراب الكرب (صدمة نفسية)
- الصدمة النفسية (مرض نفسي)

## روابط خارجية
- Inchem.org - بروتيزولام